# VfBホンベルク
VfBホンベルク（ドイツ語: VfB Homberg）は、ドイツ・ノルトライン＝ヴェストファーレン州デュースブルク市ホンベルク地区を本拠地とするサッカークラブである。

## 歴史
1969年7月にホンベルガーSV（Homberger SV）とSpVgg 89/19ホヒハイデ（SpVgg 89/19 Hochheide）の合併によって成立した。クラブの創設年は、SpVgg 89/19ホヒハイデに合併したTV1889ホヒハイデ（Turnverein 1889 Hochheide）の創設年である1889年としている。
ホンベルガーSVは1903年6月7日にFVテウトニア・ホンベルク（Fußballverein Teutonia Homberg）として設立され、1910年2月3日にメールサーSV（Moerser Spielverein）と合併してグラフシャフターSVメールス（Grafschafter Spielverein Moers）となったが、翌年に分離した。1919年にSCプロイセン1908ホンベルク（Sport Club Preussen 1908 Homberg）、SCウニオン・ホンベルク（SC Union Homberg）と合併した。1930年には当時1部の西ドイツリーグ代表として全国プレーオフに参戦した。1953年にもアマチュア国内決勝戦に進出した歴史がある。
SpVgg 89/19ホヒハイデは1919年にSVホヒハイデ（Sportverein Hochheide）として設立され、1922年にSCウニオン・ホンベルクのサッカー部門となった。ホンベルガーSVに同クラブのサッカー部門が合併してから3年後の出来事であった。1923年にSV 19ホンベルク＝ホヒハイデ（Sportvereinigiung 19 Homberg-Hochheide）となり、その後にSpVgg 19ホヒハイデ（SpVgg 19 Hochheide）となった。第二次世界大戦後にTV1889ホヒハイデと合併し、SGホヒハイデ（SG Hochheide）となり、後にSpVgg 89/19ホヒハイデに改名した。
両クラブ合併後もアマチュアリーグに所属していたが、1975年にはDFBポカールに出場した。

## 本拠地
本拠地はPCCシュタディオンで、3000人収容である。同スタジアムは女子サッカーのFCR2001デュースブルク、MSVデュースブルクの本拠地としても知られている。

## タイトル
- オーバーリーガ・ニーダーライン: 2019

## 歴代所属選手
- 宇野木悠佑 2016-2017